# Вуйошевич, Богдан
Богдан Вуйошевич (сербохорв. Богдан Вујошевић / Bogdan Vujošević; 20 марта 1912, Доляни, около Подгорицы — 10 июля 1981, Белград) — генерал-подполковник Югославской народной армии, военачальник времён Народно-освободительной войны Югославии, Народный герой Югославии. В 1952—1956 годах — президент футбольного клуба «Партизан».

## Биография
Родился 20 марта 1912 в деревне Доляни (около Подгорицы). Окончил начальную школу в деревне, учился в гимназии Подгорицы и окончил её в 1931 году. Поступил на философский факультет Белградского университета, окончил по специальности «математика» и получил диплом учителя математики. За время обучения вступил в революционное студенческое движение, участвовал в демонстрациях и стачках, с 1936 года член КПЮ. Неоднократно арестовывался за свою политическую деятельность.
В апреле 1941 года Вуйошевич вернулся в Черногорию после капитуляции страны в Апрельской войне и принял участие в подготовке вооружённого выступления. Занимался формирование партизанских групп, закупкой оружия и политподготовкой повстанцев, особенно молодёжи. В мае 1941 года в его доме была размещена типография Черногорского покраинского комитета КПЮ, в которой он работал до июля 1941 года. Принял участие в восстании 13 июля и первых сражениях при Подгорице, позднее вышел в Санджак, 1 декабря 1941 командовал ротой Черногорского партизанского отряда в битве за Плевлю, а через 20 дней вступил в 1-ю пролетарскую ударную бригаду, с которой участвовал в боях за Рудо, Меджеджу, Рогатицу, Романию, Игман, Горажде, Власеницу, Зеленгору и Трескавицу.
В августе 1942 года Богдан был ранен в битве при Ливно, 26 декабря того же года был снова ранен в битве за Црни-Врх близ Йошавки. Во время боёв на Неретве и Сутьеске находился в госпитале, где помогал руководству Центральной больницы НОАЮ. 10 июня 1943 выписался из больницы и отправился с войсками на переправу через Сутьеску. В ответственные моменты он помогал командиру колонны, Шпиро Лагатору, преодолевать различные препятствия. После полного выздоровления Богдан был назначен политруком батальона 2-й воеводинской ударной бригады, а 27 сентября 1943 — заместителем политрука 4-й воеводинской ударной бригады. В боях на Зеленгоре был ранен в третий раз. В сентябре 1944 года был назначен политруком 36-й воеводинской ударной дивизии.
После освобождения страны Вуйошевич продолжил активную службу. Был политруком 1-й пролетарской дивизии, начальником отдела кадров Главного политуправления ЮНА, политруком Высшей военной академии, руководителем Высшей политической школы ЮНА и членом различных партийных организаций ЮНА. С 1952 по 1956 годы был президентом спортивного общества «Партизан» и одноимённого футбольного клуба. На пенсию вышел в 1970 году.
Скончался 10 июля 1981, похоронен на Аллее народных героев Нового кладбища в Белграде.
Награждён рядом орденов и медалей, в том числе орденом Народного героя Югославии (указ от 27 ноября 1953).